# Oberea yunnanensis
Oberea yunnanensis är en skalbaggsart som beskrevs av Stephan von Breuning 1947. Oberea yunnanensis ingår i släktet Oberea och familjen långhorningar.
Artens utbredningsområde är:
- Laos.
- Myanmar.

Inga underarter finns listade i Catalogue of Life.